# Porte di Catania
Le porte di Catania costituivano le vie d'ingresso alla città etnea attraverso la sua cinta muraria. Tali ingressi vennero realizzati in epoche diverse e la maggior parte venne demolita o andò perduta a seguito dell'eruzione dell'Etna del 1669. Molte le aperture di epoca rinascimentale attribuibili al progetto del Ferramolino del 1550. Di esse l'unica ancora integra è la Porta di Carlo V, anticamente detta delli Canali.

## Storia

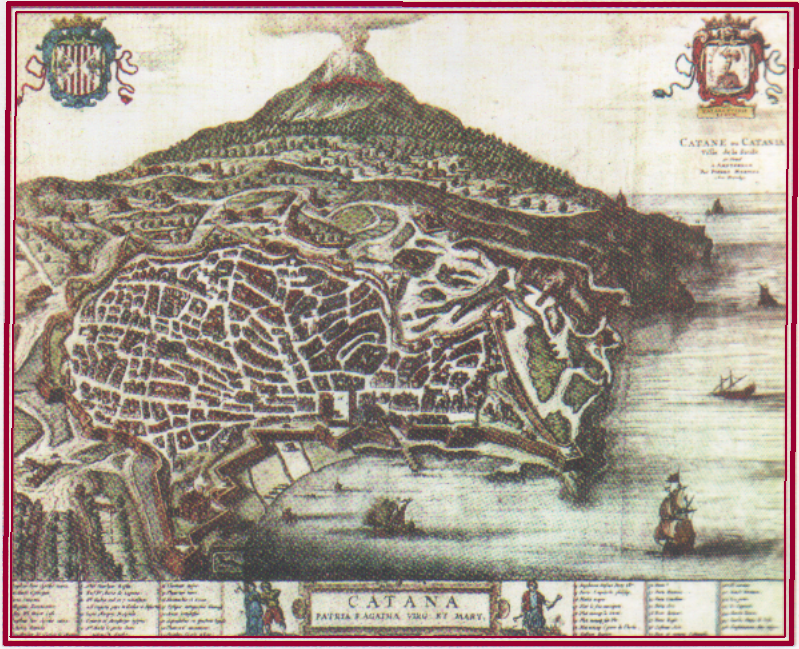
Veduta "a volo d'uccello" di Catania in P. Mortier, CATANE ou CATANIA - Ville de Sicile, Amsterdam, post 1575. Si legge la cortina muraria che circondava la città prima dell'eruzione del 1669.

Poco si conosce dell'antica fortificazione che cingeva la città di Katane, antico nome di Catania, anche se non mancano prove della sua esistenza, nelle gouaches di Jean-Pierre Houël e in diversi ritrovamenti a seguito di scavi archeologici lungo il tratto nord di via del Plebiscito. Tale fortificazione dovette avere degli accessi di cui ad oggi non si è ancora trovata traccia.
In epoca tardo-antica le mura dovettero essere in grave stato di abbandono, se per le fonti riguardanti le prime incursioni islamiche della Sicilia la città viene descritta sprovvista di difese. Questo dato ci fa supporre che gli antichi ingressi dovettero ormai essere crollati o di sicuro non più manutenuti. Le documentazioni archeologiche hanno confermato tuttavia la presenza di un kastron bizantino di cui alcune porzioni sono visibili in alcune parti della città (la più estesa delle quali è sita alle spalle del Teatro romano): una delle porte che vi si apriva, è stato supposto, dovette essere la Porta di Mezzo, usata da Federico II di Svevia per umiliare i catanesi sconfitti durante la rivolta del 1227-1231.
Con l'avvento dei Normanni in città viene eretta la nuova Cattedrale, concepita come Ecclesia Munita, cioè chiesa fortificata, ovvero una sorta di incastellamento atto a sorvegliare la costa e il porto vecchio, detto Saraceno. La presenza di tale fabbrica e lo stesso porto fa supporre l'esistenza di una porta che conducesse all'interno della città dal versante marino, quasi certamente presso lo stesso porticciolo.
Del periodo normanno ci perviene la prima descrizione della fortezza di Catania, nel cosiddetto Libro di Ruggero. In esso si definiscono forti le mura della città e si accenna alla presenza di un alto edificio su cui era montato la statua dell'Elefante, che potrebbe essere stata una torre o la stessa Porta di Eliodoro da cui la medesima statua prese nome in dialetto.
Tuttavia è con gli Aragonesi che abbiamo conoscenza della realizzazione di una robusta fortificazione che proteggesse la città, già oggetto di interessi politici al tempo di Pietro III d'Aragona e ancora al tempo del pronipote Federico IV di Aragona. Di questo periodo probabilmente sono alcune delle più antiche porte della città di cui ancora al 20 aprile 1833 esistevano resti o memoria.
Su disposizione del re Carlo la città si dota di un nuovo sistema difensivo basato su bastioni e nuove cortine. In questo sistema difensivo vennero ricavate diverse aperture, tra cui nel 1553 la Porta dei Canali. Tuttavia a seguito dell'eruzione del 1669 la città rimase sprovvista di difese nel suo lato sud e divenne necessaria l'edificazione di un nuovo tratto murario che cingesse la zona colpita dalla lava. Dopo diversi tentativi nel 1672 venne completato un piccolo fortilizio isolato dal resto della cortina muraria, chiamato per il suo aspetto Fortino, in cui esisteva una sola apertura, la Porta di Ligne, attualmente chiamata Fortino Vecchio e sita in via Sacchero. Non molti anni più tardi venne ricavata la Porta Uzeda nel tratto di mura a sud, prossimo alla Cattedrale e prospiciente il Porto. Tuttavia a seguito del sisma del 1693 il sistema difensivo civico ormai cessava la sua esistenza e nelle mura si aprirono diversi varchi per agevolare l'accrescimento della città. I bastioni erano diventati ingombranti ricordi del passato e vennero riciclati in abitazioni, mentre le porte superstiti vennero demolite per l'ampliamento di alcune strade.

## Porte della cortina muraria

### Prima dell'eruzione del 1669
All'alba dell'eruzione del 1669 le porte civiche esistenti erano una dozzina, la maggior parte delle quali posteriori al 1550. Di queste appena quattro giunsero fino al 1833, sopravvivendo a colate e terremoti, ma a loro volta il numero venne ridotto nel corso del XIX secolo per opera umana.
Porta della Decima

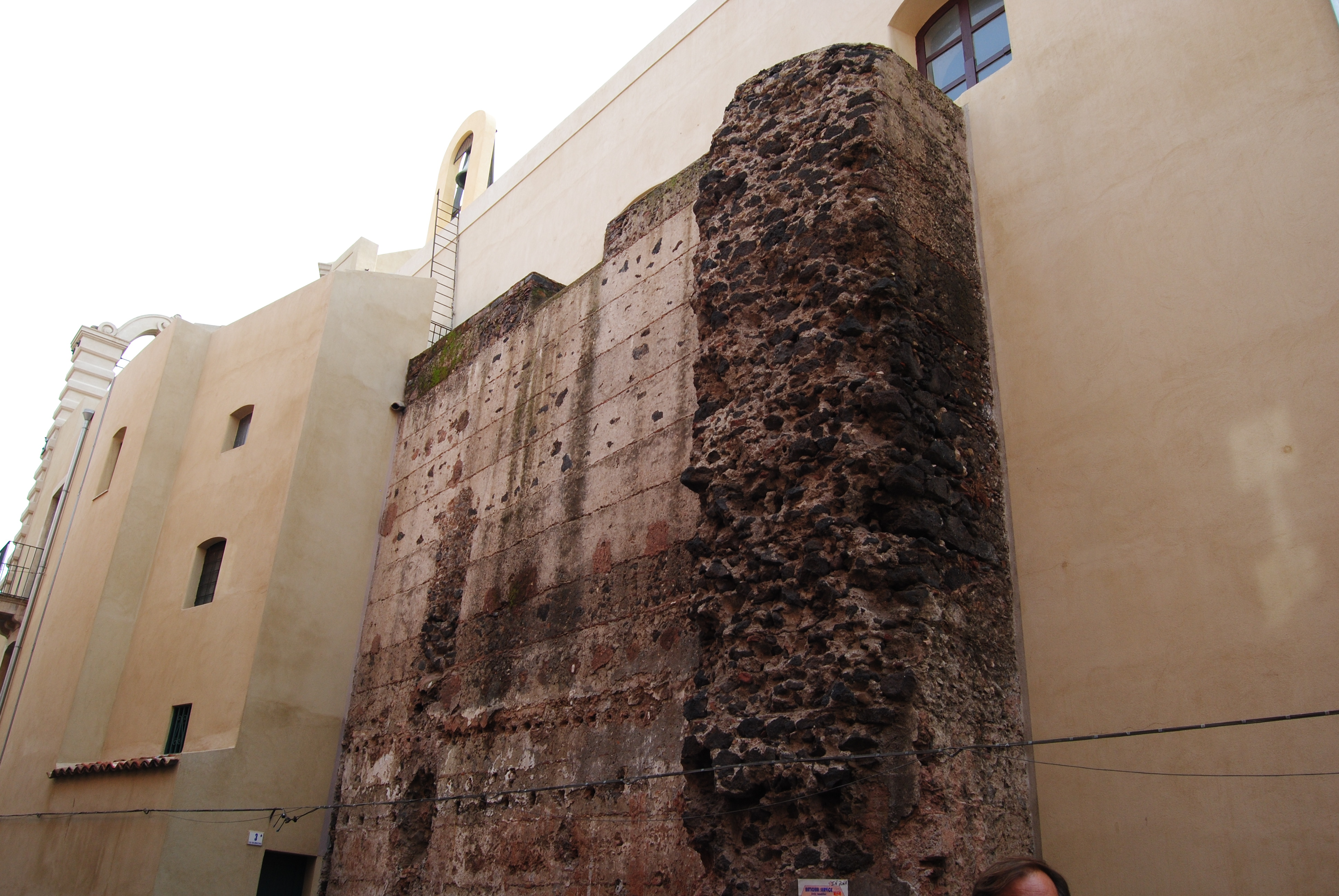
Ruderi della Porta della Decima.

Secondo quanto riportato da Sebastiano Ittar nella sua Pianta topografica della città di Catania la Porta della Decima era nota anche come Porta Siracusa e nasceva in sostituzione dell'antica Porta Ariana. La sua esistenza è certa nel Medioevo, in quanto al di sotto di tale ingresso vi passarono i catanesi ribelli al re Federico in umiliazione sotto un arco di spade. Qui, dato il nome, avveniva il pagamento della decima, ossia un decimo del raccolto che veniva versato come tributo al sovrano. Ancora integra nel 1833, venne demolita per lastricare l'antistante piazza San Giuseppe, oggi titolata piazza Carmelo Maravigna.
Porta di Carlo V

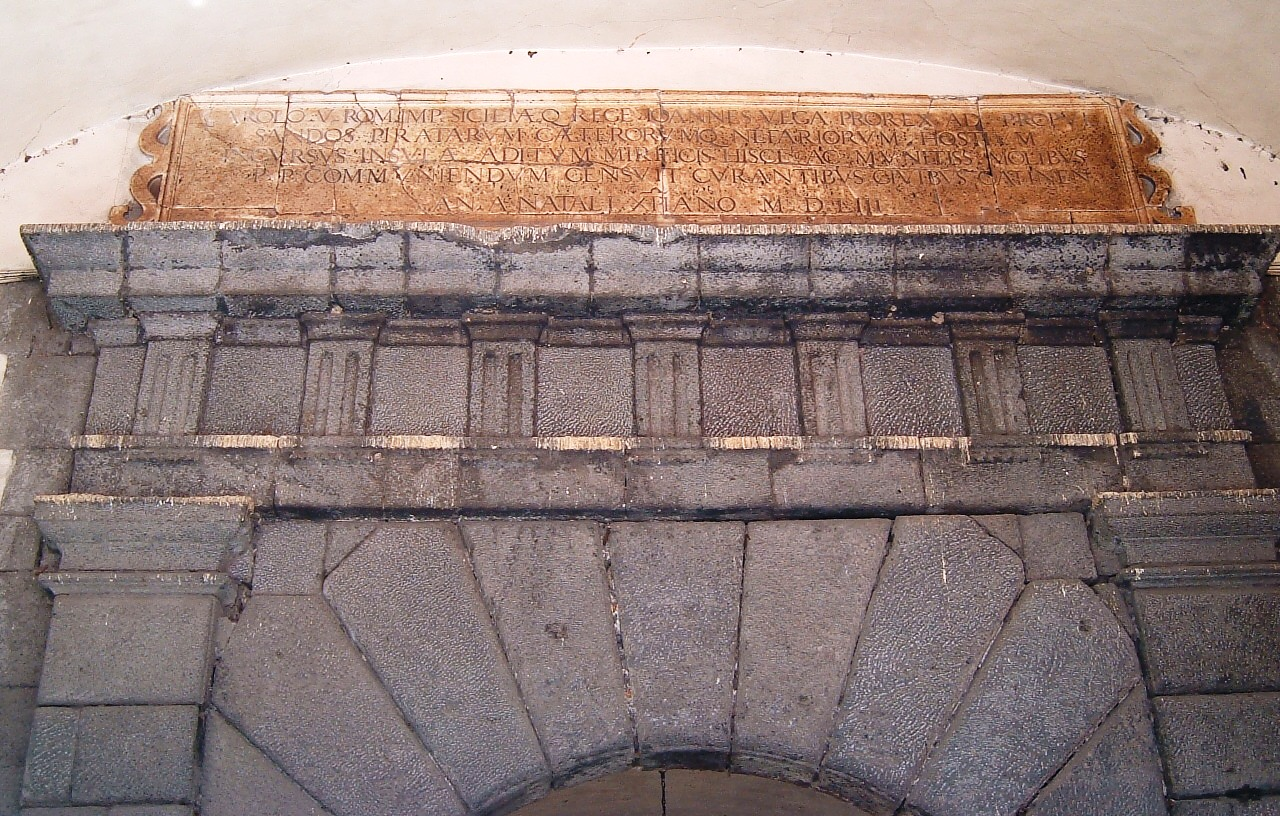
Porta di Carlo V, particolare della lapide incisa.

Nota in passato come Porta delli Canali, prendeva il nome dall'omonima fontana sulla quale si affacciava, è l'unica porta superstite. La grande apertura, realizzata con largo uso di blocchi lavici ben squadrati provenienti probabilmente da un non ben identificato monumento antico, fa verso all'arte classica di cui sono evidenti citazioni le lesene a capitello tuscanico e il registro metopale che esse reggono. Su tutto una lapide marmorea incisa in caratteri e lingua latina che esprime il desiderio di Carlo V di dotare di mura la città di Catania, donde l'attuale nome. Un tempo aperta e ben visibile, a seguito della ricostruzione settecentesca venne inglobata da una fabbrica del sovrastante Seminario dei Chierici. La posizione e la presenza della lapide commemorativa, nonché l'interesse del Lanario di abbellire questo tratto di mura fanno pensare che la Porta fu destinata per essere la principale apertura a sud, in sostituzione della Porta del Porticciolo e della Porta della Decima. La monumentale Fontana dei 36 Canali da cui prese in passato il nome venne realizzata nel 1621, dietro un preciso piano di abbellimento e decoro voluto da don Francesco Lanario Duca di Carpignano, sulle mura di fronte alla Porta e sopra di essa stava una sorta di tribuna adornata con pitture che raffiguravano la storia del dio fluviale Amenano, ma venne distrutta poi dall'eruzione del 1669. Oggi una fontana ben più ridotta, la Fontana dei Sette Canali rimane a ricordo di quella maggiore in piazza Alonzo di Benedetto, non distante dalla Porta di Carlo V.
Porta de Vega

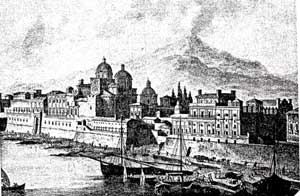
Incisione dell'abate Jean-Claude Richard de Saint-Non. Si notano da sinistra: la Porta Uzeda, la Porta de Vega, il Porto Saraceno.

Nota anche come Porta Saracena e riedificata nel 1553, sostituiva una porta più antica - la Porta del Porto - e prendeva il nome dal viceré Juan de Vega cui fu dedicata. L'altro appellativo si deve invece al Porto Aragonese, detto anche Porticciolo o Porto Saraceno, appunto, in quanto ritenuto eretto dai musulmani durante la loro dominazione in Sicilia. Nel Settecento fu oggetto di discordia tra l'Arcidiocesi e la famiglia Paternò Castello, entrambe le parti confinanti con la Porta e interessate al suo controllo. Venne demolita nel corso del XIX secolo per l'ampliamento della viuzza che da essa giungeva al porto, oggi via del Porticello.
Porta di Ferro
Questa Porta deve il nome alla grata metallica che la chiudeva, secondo la tradizione ottenuta col bottino di Tunisi a seguito della vittoria riportata nel 1535 da parte di Carlo V e della flotta di Andrea Doria sul pirata Barbarossa. La tradizione, si suppone, dovette essere commemorata da una lapide di fondazione andata perduta però insieme alla porta. Venne detta anche Pontone, con chiaro riferimento nautico. Risale al 1555 e sorgeva dov'è oggi l'omonima via, alla Civita. Stando all'Ittar essa si sostituiva alla Porta del Porto. La sua sorte venne decretata con l'ampliamento della strada che porta il suo nome.
Porta di Sardo
Eretta sulla cortina muraria medioevale a ovest, nel tratto di via Giuseppe Garibaldi che s'appresta all'incrocio con la via del Plebiscito, venne ricavata col piano di fortificazione cinquecentesco. Mai completata, venne abbattuta nel 1792 per ampliare la stessa via Garibaldi. Deve il nome al feudo del Sardo, ricco terreno a occidente della città.
Porta della Consolazione
Probabilmente medioevale, si apriva poco oltre il Bastione di San Giovanni. La sua distruzione avvenne con l'eruzione del 1669 la cui colata entrò da questa porta per fermarsi parecchi metri all'interno, presso la piazza Santi Cosma e Damiano, oggi titolata piazza Niccolò Machiavelli.
Porta del Sale
Eretta nel sistema difensivo del fossato del Castello Ursino nel corso del XVI secolo, anch'essa venne demolita totalmente dall'eruzione secentesca. Non è chiara l'esatta ubicazione, quasi certamente nella zona occidentale di piazza Federico II di Svevia. Qui avveniva il deposito, il controllo e la tassazione del sale destinato al castellano il quale a sua volta ripartiva il minerale ai cittadini. La colata che la inghiottì giunse a riempire per intero il profondo fossato.
Porta del Porto
Certa la sua presenza nel Medioevo, nasceva per garantire un accesso alla città dal piccolo Porto Aragonese. L'accesso era sotto la giurisdizione della famiglia dei Platamone, arricchitasi proprio grazie alle concessioni portuali. Venne abbattuta insieme al tratto di mura su cui si affacciava per la realizzazione della nuova cortina cinquecentesca; quest'ultima circondava il quartiere Civita il quale, in espansione, vedeva nel vecchio tratto di mura un pesante limite. La sua incerta ubicazione dovette essere non lontana dall'attuale piazza Duca di Genova.
Porta della Lanza
Di porte con questo titolo ne esistettero due. La prima di età non definita dovette essere forse di epoca aragonese, aprendosi sulle mura di tal periodo; la seconda la sostituì nel XVI secolo, eretta non lungi e crollata a seguito del terremoto del 1693. I pochi resti residui furono abbattuti per l'ampliamento della strada Lanza (poi via dei Quattro Cantoni, quindi via Lincoln), cioè l'attuale via Antonino di San Giuliano, in omaggio del vicario generale Duca di Camastra Giuseppe Lanza.
Porta Stesicorea
La Porta assunse il nome di Stesicorea in quanto la tradizione vuole che si affacciasse sul Sepolcro di Stesicoro: non lungi da tale porta dunque era l'antica necropoli civica. Situata nel Campo che da essa prese il nome, come testimoniato da Lorenzo Bolano nel Chronicon urbis Catinae, venne ribattezzata popolarmente Porta di Jaci dalla città di Aci, indicante a partire dal XIV secolo l'odierna Acireale. La porta appare nelle più antiche planimetrie addossata all'anfiteatro, pertanto potrebbe essere stata ad esso coeva.
Porta del Re
Detta anticamente Porta Aquilonare, non è noto il re cui si riferisca. Forse, data la sua posizione sulle mura di epoca aragonese, poté essere l'ingresso privilegiato alla città dei sovrani del Regno di Trinacria, diretti devozionalmente all'antica chiesa di Sant'Agata la Vetere, prima sede della cattedra vescovile e tradizionalmente sede del sepolcro della patrona della città. La riverenza della più alta carica civica verso tale chiesa è tutt'oggi celebrata dal sindaco di Catania e dalle autorità cittadine che per l'apertura della Festa di Sant'Agata si reca a rendere omaggio all'antico sepolcro sito nella Vetere. Per Aquilonare, invece, si intende il nord (quindi andrebbe letta come Porta Nord) in quanto nel XIV secolo in lingua siciliana tale era il suo significato. La Porta si apriva dov'è oggi via Santa Maddalena, proprio di fronte alla Chiesa di Santa Maria della Purità e della Visitazione.
Porta del Tindaro (o dell'Arcora)
Verosimilmente realizzata nel XIV secolo sul tratto di mura a nord-ovest, dove oggi è ubicato l'Ospedale Vittorio Emanuele II, e andata distrutta dalla colata del 1669. Questa porta non era connessa al sistema viario principale, così non sempre viene menzionata dalla cartografica cinque e secentesca. Una veduta di anonimo, conservata nella Biblioteca Angelica di Roma, datata al 1584 la riporta al numero 37 e in leggenda quale la porta del Tindaro, mentre nel rilievo di Filippo Negro è riportata al numero 20 con la legenda Porta del arcora; il nome dunque appare legato alla denominazione del vicino bastione.
Porta della Giudecca
Di questa Porta se ne suppone l'esistenza, ma non si hanno notizie certe su posizione o età di realizzazione. Certamente in uso nel Medioevo collegava la Giudecca di Catania al relativo cimitero che trovavasi fuori dalle mura civiche. Trovandosi il primo nucleo della Giudecca nel quartiere della Cipriana (non distante in età moderna dal plesso dei Benedettini), questa porta potrebbe essere coincisa con la precedente Porta del Tindaro.

### Dopo l'eruzione del 1669

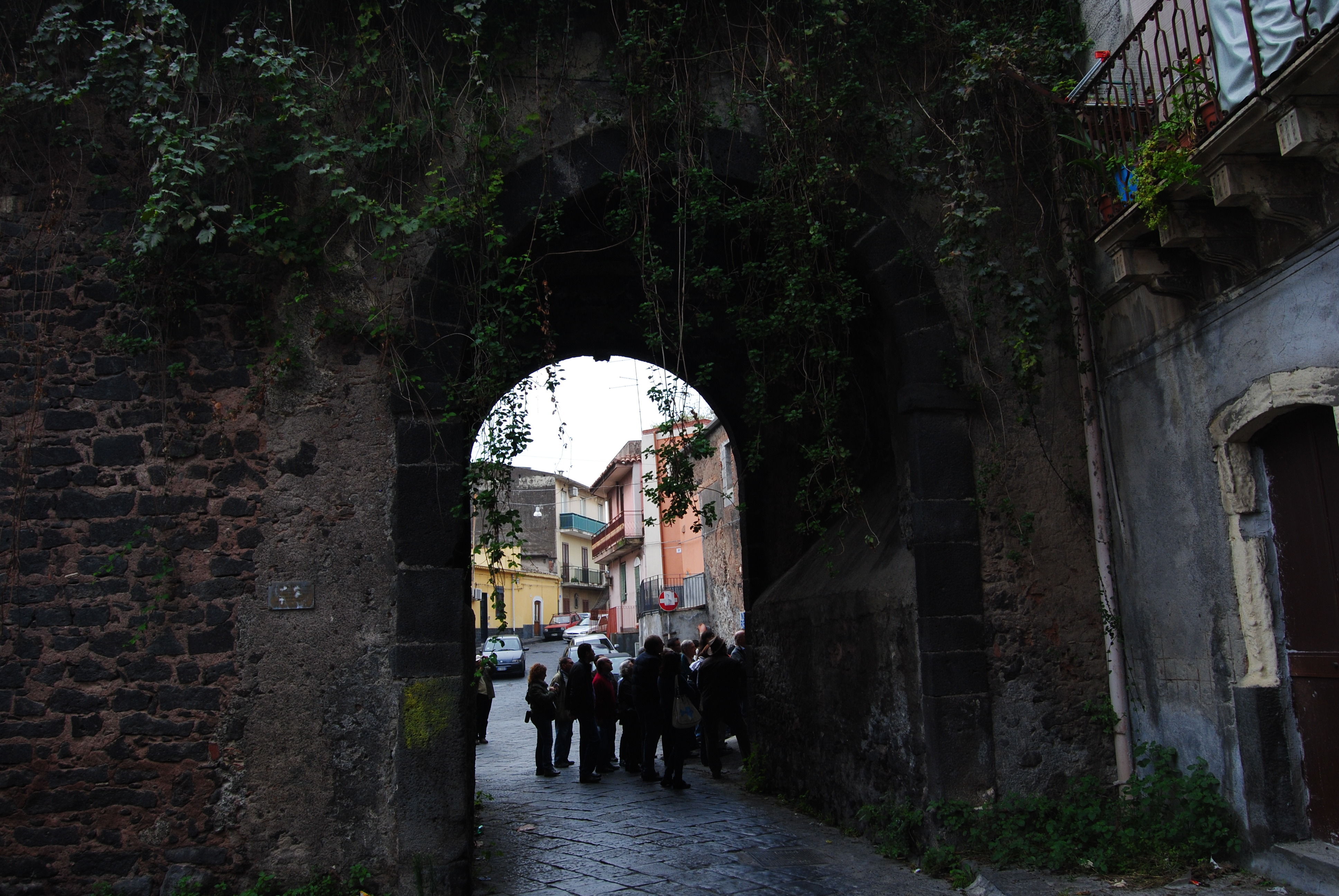
Porta del Fortino Vecchio, in via Sacchero.

A seguito della colata che distrusse parte della cortina muraria, le porte rimaste furono quella della Decima, quella di Carlo V, la Porta de Vega, la Porta di Ferro, quella del Sardo, la Porta Lanza, quella di Aci e la Porta del Re. A queste se ne aggiunsero due.
Porta di Sant'Orsola
Eretta nel 1671 non distante dalla Porta della Lanza, prese il nome dalla vicina chiesa omonima. Essa non sopravvisse al sisma del 1693, mentre la chiesetta cui deve il nome conservò parte del fabbricato che ne condizionò un'inusuale pianta ovale con finto ingresso, oltre a un'ampia cripta appartenente al tempio originario.
Porta del Fortino Vecchio
Detta anche Porta di Ligne, era l'unica porta esistente nel Ridotto o Fortino, un tratto di mura eretto nel 1672 sulle lave ancora calde, distante dal sistema difensivo originario, ma facente parte di esso in quanto ne sostituiva la parte sud-ovest, questa irrimediabilmente perduta. Deve il nome al viceré Claude Lamoral I di Ligne che inaugurò il fortilizio entrando per tale porta in pompa magna. L'ultima testa coronata a passarvi fu Vittorio Amedeo II di Savoia durante il suo soggiorno siciliano, dopodiché decadde e si preferirono altri più comodi accessi, come la Porta Ferdinanda del 1768. Il Fortino, vecchio di un secolo, divenne Fortino Vecchio e oggi la Porta, ancora ben visibile in via Sacchero, prende tale nome, così come oggi i quartieri della zona.

## Altre porte
Insieme alle porte che conducevano in città, ricavate lungo la cortina muraria e di uso pubblico, vennero aperte anche porticelle di servizio, ad uso privato, nonché monumentali porte di rappresentanza. A queste si aggiungano altre porte che forse un tempo si dovettero trovare lungo una cortina muraria interna, ma di cui rimane la sola memoria storica.

### Postierle
Oltre agli accessi di cui si è trattato, le mura di città presentavano diverse aperture "di servizio", dette postierle, solitamente non segnalate nelle planimetrie generali in quanto accessi secondari. Tuttavia, grazie ad alcune stampe firmate da Tiburzio Spannocchi a cui fu affidata la supervisione delle mura in vista di una loro riformulazione e rafforzamento, si è in grado di identificare con certezza almeno due di esse. Una è la Porta della Cunzaria, sita presso il Bastione Grande o di San Salvatore, conduceva a una conceria di pelli che nel XVI secolo era ubicata dove oggi sorge la Dogana Portuale e che nel Settecento venne adattata a lazzaretto, su uno sperone lavico a picco sul mare. La porticciuola fu chiusa certamente dopo l'eruzione del 1669, in quanto non compare più menzione di tale apertura in piante posteriori a tale data. Un'altra apertura era la Porta di Sortire, la «via di fuga» dal fossato del Castello Ursino che si apriva a ridosso del Bastione di San Giorgio. Altre postierle si aprivano presso alcuni dei bastioni, tuttavia di esse non ci è rimasta denominazione alcuna.

### Porte celebrative
Le porte celebrative ricavate sulle mura di difesa superstiti di Catania sono essenzialmente due: Porta Uzeda e Porta Garibaldi. Queste non ebbero più lo scopo di fungere da varco per accedere alla città superando il controllo delle mura, ma ormai avevano pura funzione estetica e di rappresentanza.
Porta Uzeda
Nel primo caso, Porta Uzeda detta anche Porta grande della Marina, si trattò di una breccia aperta nel 1696 nel tratto di mura che si affacciava sul mare (detto Bastione di Sant'Agata) per mettere in comunicazione la nuova insenatura creatasi a seguito della colata e la Platea Magna, oggi piazza del Duomo. Venne voluta dal Duca di Camastra, fautore della ricostruzione come simbolo della rinata città: avrebbe rappresentato lo spirito di rinascita dalle macerie di Catania creando nel contempo un "salotto urbano" con il resto degli edifici che sarebbero dovuti sorgere tutt'intorno alla piazza che fosse il cuore del nuovo volto barocco impostato con il piano di risanamento. In seguito la porta venne battezzata Porta Uzeda, in onore al viceré Giovanni Francesco Paceco, Duca di Uzeda. La Porta esiste ancora ed è una delle maggiori attrazioni della medesima piazza. Al suo interno una rappresentazione del Cristo incoronato di spine venne danneggiato dal bombardamento alleato: si scheggiò propriamente un punto della fronte, quasi a rappresentare come la guerra non fosse altro che un'altra piaga sul Suo volto sofferente.
Porta Garibaldi
Inaugurata come Porta Ferdinanda, venne ribattezzata subito Porta del Fortino o Fortino dai catanesi e ancora è così appellata. Eretta nel 1768 per celebrare le nozze di re Ferdinando III di Borbone e Maria Carolina di Asburgo è riconoscibile dall'elegante bicromia del nero della pietra lavica e del bianco della pietra di Lentini, nonché dall'ampio registro di simbologie legate alla città di Catania: l'elefante, Sant'Agata, la Fenice (Melior de cinere surgo è il motto della ricostruenda città). La Porta presentava ai due lati due torrioni semiconici, mentre l'intera piazza riprendeva il gusto bicromo della Porta, cui pure faceva da contraltare una coppia di egide con le armi borboniche poste ad ingresso della piazza (oggi piazza Palestro) sul lato opposto alla Porta. L'intero apparato decorativo esterno ad essa, però, venne demolito nel corso del XIX e degli inizi del XX secolo, così che oggi di quell'aspetto non restano che stampe settecentesche e sbiadite foto degli inizi del XX secolo.

### Porte interne
Per "porte interne" si intendano qui gli archi e le porte che in alcuni periodi assunsero più un carattere celebrativo che difensivo, situate all'interno della cortina muraria e non lungo la stessa. La loro presenza è certa solo grazie a fonti storiche e documenti cartografici precedenti al sisma del 1693.
Arco di Marcello
Veniva definito dagli storici Arco di Marcello un edificio di robusta fabbricazione crollato nel 1693 ed i cui resti furono demoliti che si trovava dove oggi è la via Vittorio Emanuele II, a lato della chiesa di San Francesco. Di tale edificio tuttavia, che Lorenzo Bolano descrisse come fosse una Porta, è stata messa in dubbio la funzione, ritenendolo piuttosto i resti di un tempio greco, come nel Serradifalco. Un altro Arco si sarebbe trovato invece presso la chiesa di Santa Maria della Consolazione, oggi non più esistente, presso l'odierna via del Fortino Vecchio, ma di questa struttura sono pochi e incerti i riferimenti.
Porta di Eliodoro
La Porta di Eliodoro dava o prendeva il nome dall'elefante in pietra lavica che la decorava. Di incerta origine, forse esistente in epoca Normanna, venne demolita nel 1508, quando l'elefante venne trasferito sulla facciata della Loggia senatoria da don Cesare Gioeni. Di questa porta rimangono tuttavia le rappresentazioni nelle cartografie cinque e secentesche.
Porta di Mezzo
Altra porta di incerta origine, di questa conosciamo la presenza in epoca medioevale, giacché nel 1233 venne decorata con l'affresco di Santa Maria delle Grazie e di Sant'Agata avvocata dei catanesi. Si trovava presso la chiesa di Santa Maria delle Grazie nella via omonima e andò perduta definitivamente nel corso del XIX secolo.